# Forsteronia duckei
Forsteronia duckei är en oleanderväxtart som beskrevs av Markgraf. Forsteronia duckei ingår i släktet Forsteronia och familjen oleanderväxter. Inga underarter finns listade i Catalogue of Life.